# Valentin Dobrotivý
Valentin Dobrotivý je česká filmová komedie režiséra Martina Friče z roku 1942.

## Děj
Valentin Dobrotivý je úředníkem pojišťovny Fortuna. Je to solidní, přesný a spořivý člověk a dobrák od kosti. Jeho kolegové v kanceláři, zvláště úředníci Bejšovec a Voborník na něj často vymýšlejí různé žerty; pan Plavec je důvěřivý a na všechno jim skočí (vylitý inkoust, střílející doutníky nebo cigarety apod.). Pan Plavec bydlí v podnájmu u paní Troníčkové. Je tak spořivý, že si čistí boty na sousedově rohožce, doma téměř nesvítí a bere si domů vedlejší práci na přivýdělek. Všechny své výdaje okamžitě pečlivě eviduje, šetří, aby měl něco do začátku po svatbě. Jeho snoubenkou je slečna Helena. Pan Plavec sní o vile se zahradou a autě. Strýčkem pana Plavce je pan Kudrna, majitel restaurace, kam pan Plavec dochází na obědy a večeře zdarma. Jednou se však nepohodnou a pan Kudrna již pana Plavce nezve. Kolegové Bejšovec s Voborníkem připraví na pana Plavce další žert. V novinách s výherní listinou Jubilejní loterie upraví číslo výherního losu. Vědí, že pan Plavec má los č. 18456 a shodou okolností je první cena na los 8456. Dotisknou na listinu před číslo jedničku a vymění mu v šuplíku správnou listinu, kterou si předtím od kolportéra novin převzal. Pak mu zavolají jako zástupci loterie a upozorní jej na výhru. Ta má činit jeden milion Kč a být vyplacena za tři dny. Pan Plavec se raduje, začne se chovat jakoby už nemusel pracovat. Sedí v kanceláři s nohama na stole. Další kolegové v kanceláři panu Plavcovi blahopřejí. Když se o jeho výhře dozvědí přednosta kanceláře i ředitel, tak si jej začnou předcházet, povýší jej na tajemníka a nechají přestěhovat jeho stůl do sekretariátu. Když to vidí Bejšovec s Voborníkem, obávají se, že to tentokrát se žertem přehnali. V novinách vyjde článek s fotkou o výherci první ceny. K panu Plavcovi se náhle začne hlásit plno lidí, i pan Kudrna s ním obnoví kontakt. Pan Plavec přestane intenzivně šetřit, doma si začne svítit, bytné dá tisíc Kč, koupí dárky i pro dítě domovnice, pro Helenku objedná a nechá doručit piano, donese 5 tisíc Kč manželce zřízence na péči o nemocné dítě apod. Zástupkyně prodejce automobilů jej pozve na zkušební jízdu a pan Plavec si objedná bleděmodrý dvousedadlový vůz – kabriolet, na který nechá napsat iniciály své budoucí manželky Helenky (HP). Uzavře životní pojistku na půl milionu, také objedná vilu za 240 tisíc Kč, najme šoféra a zahradníka.
Bejšovec s Voborníkem již dále nemohou přihlížet a rozhodnou se říci o svém žertu pravdu. Dostaví se na večírek, který pan Plavec pořádá v restauraci Sakura za účasti přátel a ředitele pojišťovny s rodinou a řeknou pravdu, že se žádná výhra nekonala. V tu chvíli jej zase všichni přátelé a známí opustí. Paní bytná se rozhodne vrátit Plavci obdržených tisíc korun, ale pan Plavec nechce a říká, že to byla jediná moudrá věc, kterou udělal. Když se vrátí do práce, jeho stůl je odstěhován ze sekretariátu zpět do kanceláře v přízemí. Bejšovec s Voborníkem se mu omlouvají. Plavec však z kanceláře odejde, říká, že nemůže pracovat tam, kde se stal obětí nemístného žertu. Realitní makléř chce doplatek za vilu, šofér si jde stěžovat na policii kvůli zrušené smlouvě a zahradník s rodinou čeká před domem, kde bydlí pan Plavec a chce se nastěhovat do nové vily, kde se má pro pana Plavce starat o zahradu. Mezitím Voborník v novinách najde omluvu loterie, že v tažební listině byla chyba tisku a výherní los má číslo 18456. Pan Plavec se však už šel rozloučit s Helenkou, řekl jí, že po zprávě o výhře vybral jejich společné úspory – 20 tisíc Kč a zaplatil z nich zálohy atd., takže už ho jistě nemůže mít ráda, ale že jí po něm zbyde jeho životní pojistka. Helenka však odpověděla, že jej má stále ráda a že spolu věci vyřeší, půjdou nejdříve zrušit smlouvy na vilu a na auto. Bejšovec s Voborníkem hledají pana Plavce, aby jej informovali, že skutečně vyhrál. Jdou i na policii zeptat se, zda není hlášená nějaká sebevražda. V pojišťovně stěhují Plavcův stůl zpátky do sekretariátu a ředitel vyšle přednostu kanceláře, aby se panu Plavci omluvil. Helenka donutí pana Plavce, aby se vrátil do práce a jde s ním. Když mu tam Bejšovec s Voborníkem řeknou, že skutečně vyhrál, Plavec řekne, že díky jejich vtipu získal cennou životní zkušenost a poznal lidi, ale teď už toho má dost. Vytáhne los, roztrhne jej a vyhodí z okna. Za losem vyskočí Bejšovec s Voborníkem, ale dopadnou na korbu nákladního vozu s pilinami.  Helenka se zhrozí, že los je v nenávratnu, ale pan Plavec řekne, že to je tentokráte jeho vtip a ten pravý los má stále v kapse. Kolegové v kanceláři se radují, že pan Plavec je první, kdo doběhl Bejšovce s Voborníkem.

## Obsazení
| Oldřich Nový          | úředník Valentin Plavec               |
| Hana Vítová           | Helena Bártová, Valentinova snoubenka |
| Milada Gampeová       | Bártová, Helenina matka               |
| Ladislav Pešek        | úředník Rudolf Bejšovec               |
| Eman Fiala            | úředník Eman Voborník                 |
| Jaroslav Marvan       | přednosta kanceláře Bureš             |
| Theodor Pištěk        | Kudrna, Valentinův strýc              |
| Zdenka Baldová        | Maruška, Kudrnova žena                |
| Vojta Novák           | ředitel pojišťovny Arnošt Kahoun      |
| Růžena Šlemrová       | Kahounova žena                        |
| Lili Hodačová         | Julie Kahounová, dcera Kahounových    |
| Jiřina Sedláčková     | agentka prodejny automobilů           |
| Jaroslav Průcha       | kancelářský zřízenec Jindřich Biebr   |
| Anna Letenská         | manželka zřízence Biebra              |
| Marie Blažková        | Troníčková, Valentinova bytná         |
| Bolek Prchal          | policejní komisař                     |
| Karel Černý           | vrchní ředitel pojišťovny             |
| Karel Dostal          | prezident banky                       |
| Miloš Šubrt           | zřízenec Vosátka                      |
| Jindřich Láznička     | úředník Hora                          |
| Ota Motyčka           | úředník                               |
| Jan Černý             | úředník                               |
| Meda Valentová        | majitelka módního salonu Dousková     |
| Emanuel Hříbal        | číšník                                |
| Marie Hodrová         | domovnice                             |
| Milada Smolíková      | správcová                             |
| Vladimír Řepa         | pan domácí                            |
| Josef Kemr            | kolportér                             |
| Bohuš Záhorský        | pokladník v bance                     |
| Blažena Slavíčková    | slečna z módního salonu               |
| František Paul        | pojišťovací agent                     |
| Antonín Jirsa         | stěhovák                              |
| Míla Spazierová-Hezká | zpěvačka v restauraci Sakura          |
| Josef Bělský          | ředitel restaurace Sakura             |
| Vladimír Štros        | šofér                                 |
| Jan W. Speerger       | zahradník Příhoda                     |
| Milka Balek-Brodská   | zahradníkova žena                     |
| Emanuel Kovařík       | zástupce automobilové továrny         |
| Josef Hořánek         | majitel vily Králíček                 |
| Karel Roden           | bankéř s panem Králíčkem              |

## Tvůrci a štáb
- Režie: Martin Frič
- Námět: Josef Hlaváč
- Scénář: Karel Steklý, Martin Frič
- Kamera: Václav Hanuš
- Vedoucí výroby: Václav Dražil
- Ředitel výroby: Karel Feix
- Hudba: Josef Stelibský
- Scéna: Ferdinand Fiala
- Zvuk: Stanislav Vondraš
- Střih: Jan Kohout
- Výprava: Oldřich Novotný, Ferdinand Kliment
- Asistenti režie: František Urbánek, Josef Zezulka, Antonín Kubový
- Odborný poradce: Alois Raušer (jazykový)
- Fotoreportér: Antonín Frič

## Produkční a technické údaje
- Pracovní název: Za omyl se neručí
- Souběžný protektorátní název: Valentin der Gütige
- Začátek natáčení: 23. duben 1942
- Konec natáčení: červen 1942
- Copyright: 1942
- Premiéra: 31. červenec 1942 (kina Adrie, Lucerna a Phönix)
- Obnovená premiéra: 11. srpen 1945
- Výroba: Nationalfilm
- Distribuce: Nationalfilm (původní 1942), Státní půjčovna filmů (obnovená 1945)
- Barva: černobílý
- Jazyk: čeština
- Zvukový systém: Tobis-Klangfilm
- Délka: cca 98 minut
- Původní metráž: 2 864 metrů
- Formát obrazu: 1:1,37
- Ateliéry: Pragfilm Radlice
- Exteriéry: Praha – Malá Strana, Roztoky

## Návštěvnost
V srpnu 1945 byl film v obnovené premiéře znovu uveden do kinodistribuce. Od tohoto data až do 31.12.1987 vidělo film v českých kinech v rámci 10 782 představení celkem 2 011 217 diváků. Od obnovené premiéry až do 1. září 1993, kdy byl vyřazen z distribuce, vidělo film v rámci 10 975 představení celkem 2 019 258 diváků.

## Zajímavost
- Automobil, který si pan Plavec ve filmu objednal, byla Aero 50 Dynamik s karoserií od firmy Carrosserie Sodomka z Vysokého Mýta. [3]